# Phường 6, Quận 5
Phường 6 là một phường cũ thuộc Quận 5, Thành phố Hồ Chí Minh, Việt Nam.
Phường 6 có diện tích 0,23 km², dân số năm 2021 là 7.274 người,  mật độ dân số đạt 31.626 người/km².
Đến ngày 1 tháng 1 năm 2025, phường 6 chính thức bị giải thể và sáp nhập vào phường 5 thuộc Quận 5.